# Bobby Driscoll
Robert Cletus Driscoll (Cedar Rapids, Iowa; 3 de marzo de 1937 - Nueva York; 30 de marzo de 1968), conocido como Bobby Driscoll, fue un actor infantil estadounidense que trabajó para el cine y la televisión entre 1943 y 1960. Protagonizó algunas de las películas de The Walt Disney Company más famosas de la época, entre ellas Canción del sur (1946), Dentro de mi corazón (1948), y La isla del tesoro (1950). También sirvió como modelo de animación y dio voz al personaje principal en Peter Pan (1953). En 1950 recibió un Premio Óscar Juvenil por su trabajo.
Mediada la década de 1950, la carrera de Driscoll empezó a ir en declive, dedicándose principalmente a las actuaciones como invitado en series televisivas. Además, se hizo adicto a los narcóticos y fue sentenciado a prisión por dicho motivo. Tras su excarcelación enfocó su atención en el teatro de vanguardia. Arruinado y enfermo a causa de su drogadicción, falleció en marzo de 1968.

## Biografía

### Infancia
Su verdadero nombre era Robert Cletus Driscoll, y nació en Cedar Rapids, Iowa. Era el único hijo de Cletus Driscoll, un vendedor, e Isabelle Kratz Driscoll, una maestra. Poco después de nacer, la familia se mudó a Des Moines, donde permaneció hasta comienzos de 1943. Siguiendo consejo médico referente a una enfermedad pulmonar que su padre padecía, y que se relacionaba con el manejo de asbesto en su trabajo, la familia se fue a vivir a Los Ángeles, California. El peluquero de Driscoll dijo a sus padres que intentaran que el chico se dedicara al cine, y el hijo de ese hombre, actor ocasional, le consiguió una prueba en MGM para un pequeño papel en el drama familiar de 1943 Lost Angel, protagonizado por Margaret O'Brien. El director quedó impresionado por la curiosidad e inteligencia de Driscoll, de entonces cinco años de edad, y lo eligió entre otros cuarenta aspirantes.

### "Wonder Child"
El breve debut de Driscoll le ayudó a conseguir el papel del joven Al Sullivan, el menor de los cinco hermanos Sullivan, en el drama bélico de 20th Century Fox rodado en 1944 The Fighting Sullivans, junto a Thomas Mitchell y Anne Baxter. Gracias a su talento, pronto fue considerado un nuevo "Wonder Child (Niño Maravilla)". En esa época participó en Sunday Dinner for a Soldier (1944), fue el hermano de Richard Arlen en The Big Bonanza (1944), y el joven Percy Maxim en So Goes My Love (1946), con Don Ameche y Myrna Loy. Además, hizo muchos pequeños papeles en películas como Identity Unknown (1945), Mrs Susie Slagel's (1946), From This Day Forward (1946), y O.S.S. (1946, con Alan Ladd).

### Disney
Walt Disney contrató a Driscoll para protagonizar en 1946 Canción del sur, película en la que, además de los momentos de animación, había escenas con personajes reales, por primera vez en los filmes de la productora. Este título convirtieron a Driscoll y a Luana Patten, la coprotagonista, en estrellas infantiles, discutiéndose la posibilidad de darles un Premio Óscar Juvenil.
Ahora apodados por la prensa el "Sweetheart Team" de Walt Disney, Driscoll y Patten trabajaron juntos en So Dear to My Heart, junto a Burl Ives y Beulah Bondi. La película, la primera de Disney planificada sin animación, no se estrenó hasta 1948 a causa de la exigencia de la distribuidora RKO Radio Pictures de introducir algunas escenas de dibujos en la cinta.
Driscoll interpretó al hijo de Eddie Cantor en el musical rodado en 1948 por RKO Pictures If You Knew Susie, en la que actuaba con Margaret Kerry. También participó con Patten y Roy Rogers en el segmento titulado Pecos Bill del film de animación de Disney Tiempo de melodía, estrenado en 1948.
Driscoll fue "prestado" a RKO para actuar en The Window, basada en la obra de Cornell Woolrich The Boy Who Cried Murder. Howard Hughes, propietario de RKO, retrasó el estreno hasta mayo de 1949, pues dudaba sobre los resultados del film el cual, finalmente, fue un éxito económico y de crítica.
So Dear to My Heart y The Window le valieron a Driscoll un Premio Óscar Juvenil en marzo de 1950 como el actor de su edad más destacado de 1949.
Driscoll fue escogido para encarnar a Jim Hawkins en la producción de Walt Disney La isla del tesoro, basada en la novela de Robert Louis Stevenson, y que contó con el actor británico Robert Newton como John Silver el Largo. Fue la primera cinta del estudio rodada completamente en imagen real. El trabajo de Driscoll en esta película le valió ganar una estrella en el Paseo de la Fama de Hollywood, en el 1560 de Vine Street.
La isla del tesoro fue un éxito de taquilla a nivel internacional. Garcias a ello, se barajaron diversos proyectos a rodar con Driscoll, aunque ninguno se materializó. Uno de los más destacados fue el interés de Disney en que Driscoll interpretara al personaje de Mark Twain Tom Sawyer. Sin embargo, a causa de problemas sobre los derechos de autor, Disney finalmente canceló el proyecto. 
Posteriormente, Driscoll, prestado por Disney a la independiente Horizon Pictures, hizo el doble papel de Danny/Josh Reed en When I Grow Up (1951), siendo escogido para la actuación por sugerencia del guionista Michael Kanin.
Además de su breve actuación en el primer show navideño de Walt Disney televisado en 1950, One Hour in Wonderland, Driscoll dio voz a Max Goof en los cortos Fathers are People y Father's Lion, estrenados en 1951 y 1952, respectivamente.
En 1952 Driscoll fue Robert "Bibi" Bonnard en la comedia de Richard Fleischer The Happy Time, basada en la obra de teatro de Samuel A. Taylor representada en Broadway. En el reparto aparecían Charles Boyer, Marsha Hunt, Louis Jordan, y Kurt Kasznar.
El último gran éxito de Driscoll, Peter Pan, se produjo principalmente entre mayo de 1949 y mediados de 1951. Driscoll trabajó con Kathryn Beaumont, que encarnaba a Wendy Darling, y fue utilizado como modelo de referencia para la imagen de Peter Pan, además de darle voz, mientras que el bailarín y coreógrafo Roland Dupree fue la base para los movimientos del personaje.
Tras completarse Peter Pan, Disney afirmó que en ese momento veía a Driscoll más apropiado para interpretar a jóvenes matones que a personajes adorables. El salario del actor ascendía entonces a 1.750 dólares semanales y, acorde al mismo, tenía a partir de 1952 pocas buenas ofertas de trabajo. En marzo de 1953, la opción adicional para extender el contrato con Disney durante otros dos años se canceló. Por otra parte, Driscoll se vio afectado por un intenso acné acompañando su entrada en la pubertad que hacía necesario que utilizara grandes cantidades de maquillaje en sus actuaciones en docenas de shows televisivos. Finalmente, de manera oficial se dio por terminada su conexión con los estudios Disney.
Así se convirtió en una de las grandes estrellas en la historia de la compañía Disney, con un gran legado de películas y doblajes. En la actualidad será reconocido con el premio "Disney Legends" que otorgan a las grandes figuras que han estado en la compañía.

### Televisión y radio
Driscoll se encontró con una creciente indiferencia por parte de los otros estudios de Hollywood. Todavía percibido como "el niño actor de Disney", era incapaz de conseguir papeles como un actor de interpretación serio. A partir de 1953, y en la mayor parte de los siguientes tres años, el grueso de su trabajo fue televisivo, participando en series como Fireside Theatre, Schlitz Playhouse of Stars, Front Row Center, Navy Log, TV Reader's Digest, Climax!, Ford Theatre, Studio One, Dragnet, Medic, y Dick Powell's Zane Grey Theater. En algunos programas enfocados en diversas estrellas artísticas actuó junto a Loretta Young, Gloria Swanson, y Jane Wyman.
Entre 1948 y 1957 también intervino en numerosas producciones radiofónicas, entre ellas una versión de La isla del tesoro en enero de 1951 y otra de Peter Pan en diciembre de 1953. Y, como práctica habitual del negocio en la época, Driscoll y Luana Patten hicieron actuaciones promocionales en la radio (empezando a finales de 1946 parar Song of the South), además de participar en diversos eventos benéficos a lo largo del país.
En 1947 grabó una versión especial versión de "So Dear to My Heart" para Capitol Records, y en 1954 fue galardonado con un premio Milky Way Gold Star, elegido en una encuesta nacional por su trabajo televisivo y radiofónico.

### Años posteriores a Disney
Tras dejar los estudios Disney, los padres de Driscoll le hicieron salir de la Hollywood Professional School, institución dirigida a actores infantiles, y le mandaron a la pública University High School de Los Ángeles. Allí su rendimiento cayó notoriamente, fue ridiculizado por sus papeles cinematográficos, y empezó a experimentar con las drogas. A petición suya, sus padres decidieron llevarle de nuevo al año siguiente a la Hollywood Professional School, donde se graduó en mayo de 1955.
Sin embargo, su drogadicción iba en ascenso. En 1956 fue arrestado por primera vez por posesión de marihuana, pero los cargos fueron retirados. En 1957 protagonizó un único papel televisivo, el del hermano de un criminal en la serie M Squad, protagonizada por Lee Marvin.
En diciembre de 1956, Driscoll se fugó a México con su novia, Marilyn Jean Rush, con el fin de casarse, y evitando de ese modo las objeciones de los padres de ambos. La pareja volvió a casarse en Los Ángeles en marzo de 1957. Tuvieron tres hijos, pero se divorciaron en 1960.

### Papeles posteriores
Driscoll empezó a utilizar el nombre artístico de "Robert Driscoll" a fin de distanciarse de sus actuaciones anteriores. Finalmente consiguió dos papeles, que fueron sus últimas actuaciones cinematográficas: uno en el film de 1955 interpretado por Cornel Wilde The Scarlet Coat, y otro, junto a Mark Damon, Connie Stevens y Frances Farmer, en The Party Crashers (1958).
Fue acusado de "alterar el orden" y de "asalto con un arma letal" tras agredir con una pistola a un alborotador que le insultó. Los cargos fueron retirados. Más adelante, en 1961, fue sentenciado por drogadicción e ingresado en un centro de rehabilitación en Chino (California). Sus últimas actuaciones habían sido dos pequeños papeles televisivos en las series The Best of the Post y The Brothers Brannagan, esta última protagonizada por Stephen Dunne y Mark Roberts. Cuando Driscoll dejó Chino a principios de 1962, ya fue incapaz de encontrar trabajo como actor.

### Nueva York
En 1965, un año después de finalizar su libertad condicional, fue a vivir a Nueva York, esperando reiniciar su carrera en el teatro de Broadway, pero no tuvo éxito. Entró a formar parte de The Factory, un estudio artístico fundado por Andy Warhol, siendo animado a ello por el artista y poeta Wallace Berman, con quien había hecho amistad en Los Ángeles en 1956. En 1965, al principio de su ocupación en The Factory, Driscoll hizo su última actuación conocida, en una cinta underground de Piero Heliczer, Dirt.

### Fallecimiento
Dejó The Factory a finales de 1967 o inicios de 1968 y, arruinado, desapareció en el subterráneo de Manhattan. El 30 de marzo de 1968, tres semanas tras su 31 cumpleaños, dos muchachos encontraron su cuerpo en una casa deshabitada de East Village. El examen médico determinó que había fallecido a causa de un infarto agudo de miocardio motivado por una avanzada arterioesclerosis secundaria a una drogadicción. El cuerpo, en principio, no fue identificado, y fue enterrado en una tumba para indigentes en Hart Island.
A finales de 1969, unos diecinueve meses después de morir, la madre de Driscoll pidió ayuda a los estudios Disney para localizarle, pues su padre estaba a punto de fallecer. Finalmente, y por mediación del Departamento de Policía de Nueva York, se localizó su tumba en Hart Island.

## Filmografía
| Cine       | Cine                                    | Cine                                   | Cine                                                                           |
| Año        | Film                                    | Papel                                  | Observaciones                                                                  |
| ---------- | --------------------------------------- | -------------------------------------- | ------------------------------------------------------------------------------ |
| 1943       | Lost Angel                              | Bobby, muchacho en el tren             | Sin créditos                                                                   |
| 1944       | The Fighting Sullivans                  | Al Sullivan de niño                    | Sin créditos                                                                   |
| 1944       | Sunday Dinner for a Soldier             | Jeep Osborne                           |                                                                                |
| 1944       | The Big Bonanza                         | Spud Kilton                            |                                                                                |
| 1945       | Identity Unknown                        | Toddy Loring                           |                                                                                |
| 1946       | Miss Susie Slagle's                     | Muchacho con un perro herido           | Sin créditos                                                                   |
| 1946       | From This Day Forward                   | Timmy Beesley                          |                                                                                |
| 1946       | So Goes My Love                         | Percy Maxim                            | Otro título: A Genius in the Family                                            |
| 1946       | O.S.S.                                  | Gerard                                 |                                                                                |
| 1946       | Canción del sur                         | Johnny                                 |                                                                                |
| 1948       | Pecos Bill/Tiempo de melodía            | Como él mismo                          |                                                                                |
| 1948       | If You Knew Susie                       | Junior Parker                          |                                                                                |
| 1948       | Dentro de mi corazón                    | Jeremiah Kincaid                       |                                                                                |
| 1949       | The Window                              | Tommy Woodry                           | Premio Óscar Juvenil                                                           |
| 1950       | La isla del tesoro                      | Jim Hawkins                            |                                                                                |
| 1951       | When I Grow Up                          | Josh/Danny Reed                        |                                                                                |
| 1951       | Fathers are People                      | Goofy, Jr.                             | Voz                                                                            |
| 1952       | Father's Lion                           | Goofy, Jr.                             | Voz                                                                            |
| 1952       | The Happy Time                          | Robert "Bibi" Bonnard                  |                                                                                |
| 1953       | Peter Pan                               | Peter Pan                              | Voz y modelo                                                                   |
| 1955       | The Scarlet Coat                        | Ben Potter                             |                                                                                |
| 1958       | The Party Crashers                      | Josh Bickford                          |                                                                                |
| 1965       | Dirt                                    | Desconocido                            | Producida por Andy Warhol; último rol cinematográfico                          |
| 2023       | Once Upon a Studio                      | Peter Pan                              | Grabaciones de voz de archivo, único cortometraje; estreno póstumo             |
| Televisión |                                         |                                        |                                                                                |
| Año        | Título                                  | Papel                                  | Observaciones                                                                  |
| 1951       | The Lux Video Theatre                   | Billy Crandall                         | Episodio: "Tin Badge"                                                          |
| 1952       | Schlitz Playhouse of Stars              | Capitán de una tripulación adolescente | Episodio: "Early Space Conquerors"                                             |
| 1952       | The Unexpected                          | Julian                                 | Episodio: "Some Day They Will Give Us Guns"                                    |
| 1953       | Dragnet                                 | Harry Thomas Dunbar                    | Episodio: "The Big Sophomore"                                                  |
| 1954       | Medic                                   | Pete Koslow                            | Episodio: "Laughter is a Boy"                                                  |
| 1954       | Big Town                                | Desconocido                            | Episodio: "Juvenile Crime Pack"                                                |
| 1954       | Letter to Loretta                       | Jimmy Skinner                          | Episodio: "Big Jim"                                                            |
| 1954–1955  | Fireside Theatre                        | Desconocido                            | Episodios: "His Fathers Keeper" "The Double Life of Barney Peters"             |
| 1955       | The Crown Theatre with Gloria Swanson - | desconocido                            | Episodio: "The Best Years"                                                     |
| 1955       | Front Row Center                        | Richard Miller                         | Episodio: "Ah, Wilderness"                                                     |
| 1955       | Schlitz Playhouse of Stars              | Desconocido                            | Episodio: "Too Late to Run"                                                    |
| 1955       | Screen Directors Playhouse              | Soldado Zane                           | Episodio: "Day is Done"                                                        |
| 1955       | Navy Log                                | Billy Sayers (Specs)                   | Episodio: "Navy Corpsman"                                                      |
| 1955–1956  | TV Reader's Digest                      | Varios papeles                         | 3 episodios                                                                    |
| 1956       | Crusader                                | Josef                                  | Episodio: "Fear"                                                               |
| 1956       | Climax!                                 | Gary                                   | Episodio: "The Secret of River Lane"                                           |
| 1956       | The Ford Television Center              | Stump                                  | Episodio: "Try Me for Size"                                                    |
| 1956       | Studio One                              | Peter                                  | Episodio: "I Do"                                                               |
| 1956       | Fireside Theatre                        | Johnny Bridges                         | Episodio: "Dirty Face"                                                         |
| 1956       | Dick Powell's Zane Grey Theater         | Trumpeter Jones                        | Episodio: "Death Watch"                                                        |
| 1957       | M Squad                                 | Stephen/Steve Wikowski                 | Episodio: "Pete Loves Mary"                                                    |
| 1958       | Men of Anapolis                         | Desconocido                            | Episodio: "The Irwin Allen Story"                                              |
| 1958       | Frontier Justice                        | Trumpeter Jones                        | Episodio: "Death Watch"                                                        |
| 1958       | The Millionaire                         | Lew Conover                            | Episodio: "The Norman Conover Story"                                           |
| 1959       | Trackdown                               | Mike Hardesty                          | Episodio: "Blind Alley"                                                        |
| 1959–1960  | Rawhide                                 | Wilt Mason Billy Chance                | Episodios: "The Incident of Fear in the Streets" "The Incident of the Captive" |
| 1960       | The Chevy Mystery Show                  | Fred Forbes                            | Episodio: "The Summer Hero"                                                    |
| 1960       | The Best of the Post                    | desconocido                            | Episodio: "A Cop Without a Badge"                                              |
| 1960       | The Brothers Brannagan                  | Johnny                                 | Episodio: "The Twisted Root"                                                   |

### Teatro
| Teatro | Teatro              | Teatro         | Teatro                              |
| Año    | Actuación           | Papel          | Fechas                              |
| ------ | ------------------- | -------------- | ----------------------------------- |
| 1954   | The Boy With a Cart | El chico       | Febrero de 1954                     |
| 1954   | Ah, Wilderness!     | Richard Miller | Agosto de 1954 (Pasadena Playhouse) |
| 1957   | Girls of Summer     | desconocido    | Mayo de 1957 (Teatro Players Ring)  |